# Csajle
Csajle (macedónul: Чајле, albánul Çajla) település Észak-Macedóniában, a Pologi körzet Gosztivari járásában.

## Népesség
| Lakosok száma | 1224 | 1448 | 1681 | 2061 | 3166 | 2    | 2674 | 3070 | 1236 |
|               | 1948 | 1953 | 1961 | 1971 | 1981 | 1991 | 1994 | 2002 | 2021 |

2002-ben 3070 lakosa volt, akik közül 3028 albán, 3 török és 38 egyéb.